# Condado de Marion (Oregón)
El condado de Marion es un condado del estado de Oregón, Estados Unidos. Tiene una población estimada, a mediados de 2021, de 347 119 habitantes.
La sede del condado es Salem, que es también su mayor ciudad.
Tiene un área de 3090 km² (de los cuales 30 km² están cubiertos por agua).
Fue fundado en 1843.

## Geografía

### Condados adyacentes
- Condado de Yamhill (noroeste)
- Condado de Clackamas (norte)
- Condado de Wasco (noreste)
- Condado de Jefferson (este)
- Condado de Linn (sur)
- Condado de Polk (oeste)

## Demografía

### Censo de 2020
Según el censo de 2020, en ese momento había 345 920 habitantes, 122 586 hogares y 54 680 hogares en el condado. La densidad de población era de 113 habitantes por kilómetro cuadrado.
La composición racial del condado era la siguiente:
- El 67.45% de los habitantes eran blancos.
- El 1.20% eran afroamericanos.
- El 1.98% eran amerindios.
- El 2.17% eran asiáticos.
- El 1.10% eran isleños del Pacífico.
- El 13.80% eran de otras razas.
- El 12.30% eran de una mezcla de razas.

Del total de la población, el 27.68% eran hispanos o latinos de cualquier raza.

### Censo de 2000
Según el censo de 2000 , en ese momento había 305.265 personas, 114.641 hogares y 70.437 familias en el condado. La densidad de población era de 241 habitantes por milla cuadrada.
La composición racial del condado era:
- 81,62% blancos
- 0,89% negros o negros americanos
- 1,44% nativos americanos
- 1,75% asiáticos
- 0,36% isleños
- 10,58% otras razas
- 3,35% de dos o más razas.

Había 101.641 cabezas de familia, de las cuales el 34,50% tenían menores de 18 años viviendo con ellas, el 53,70% eran parejas casadas viviendo juntas, el 11,00% eran mujeres cabeza de familia monoparental (sin cónyuge), y 30,70% no eran familias.
El tamaño promedio de una familia era de 3,19 miembros.
En el condado el 27,40% de la población tenía menos de 18 años, el 10,30% tenía de 18 a 24 años, el 28,70% tenía de 25 a 44, el 21,20% de 45 a 64, y el 12,40% eran mayores de 65 años. La edad promedio era de 34 años. Por cada 100 mujeres había 101,10 hombres. Por cada 100 mujeres mayores de 18 años había 99,50 hombres.
Los ingresos medios de una cabeza de familia del condado eran de $40.314 y el ingreso medio familiar era de $46.202. Los hombres tenían unos ingresos medios de $33.841 frente a $26.283 de las mujeres. El ingreso per cápita del condado era de $18.408. El 9,60% de las familias y el 13,50% de la población estaban debajo de la línea de pobreza. Del total de gente en esta situación, 18,10% tenían menos de 18 y el 7,40% tenían 65 años o más.

## Localidades

### Ciudades incorporadas
| - Aumsville - Aurora - Detroit - Donald - Gates (también en el condado de Linn) | - Gervais - Hubbard - Idanha (también en el condado de Linn) - Jefferson - Keizer | - Mount Angel - St. Paul - Salem - Scotts Mills - Silverton | - Stayton - Sublimity - Turner - Woodburn |

### Áreas no incorporadas y lugares designados por el censo
| - Breitenbush - Brooks - Butteville - Champoeg (un despoblado) - Four Corners | - Hayesville - Labish Village - Marion - Mehama - Monitor | - Parkersville - Pratum - Saint Benedict - Saint Louis - Waconda - West Stayton |